# Geschützter Landschaftsbestandteil Hohlwegbündel Römerweg
Der Geschützte Landschaftsbestandteil Hohlwegbündel Römerweg mit einer Flächengröße von 3,69 ha liegt nördlich von Oberveischede im Stadtgebiet von  Olpe (im Kreis Olpe). Es wurde 2020 durch den Kreistag des Kreises Olpe als Geschützter Landschaftsbestandteil (LB) mit dem Landschaftsplan  Nr. 5 Rothaarvorhöhen zwischen Olpe und Altenhundem ausgewiesen. Der LB besteht aus zwei Teilflächen. Von 1984 bis 2020 gehörten die Flächen zum Landschaftsschutzgebiet Kreis Olpe. Die Hohlwege sind auch als Bodendenkmal ausgewiesen. Der LB ist sonst überwiegend vom Landschaftsschutzgebiet Rothaarvorhöhen, Typ A umgeben. 

## Gebietsbeschreibung
Im LB liegt ein Hohlwegbündel. In der nördlichen Teilfläche liegen die Hohlwege in einem Fichtenwald. In der südlichen Teilfläche befindet sich im Leitungsschutzstreifen einer Hochspannungsleitung der mit Laubgehölzen bestanden ist. Durch den LB führt der Wanderweg Veischeder Sonnenpfad.

## Schutzzweck
Die Ausweisung erfolgt: 
- „zur Sicherung des Hohlwegbündels,“
- „als wichtige Komponente der Leistungs- und Funktionsfähigkeit des Naturhaushaltes durch Erhaltung und Entwicklung seltener Landschaftsstrukturen,“
- „als Verbindungselement im Sinne des Biotopverbundsystems,“
- „zur Sicherung eines historischen Kulturlandschaftselementes als Zeugnis historischer Wegeverbindungen und als belebendes Landschaftselement,“
- „zur Abwehr schädlicher Einwirkungen.“[1]

## Verbote
Es wurden ein spezielles Verbot für den LB erlassen:
- „das Relief der Hohlwege durch Verfüllungen jedweder Art oder durch Abgrabung der Böschungen zu verändern.“[1]

## Gebote
Für den LB wurde zwei spezielle Gebote erlassen:
- „Nadelholzbestockung zu Gunsten einer Verjüngung bodenständiger Laubholzarten zu entnehmen,“
- „zum Schutz der historischen anthropogenen Geländeformen forstliche Erschließungsmaßnahmen mit der LWL-Archäologie für Westfalen, Außenstelle Olpe, abzustimmen.“[1]